# 新北市區公車819路線
新北市區819路線由欣欣客運營運，起點為深坑，終點為捷運七張站，2018年3月起配置低地板公車，並為新北市跨區幹線公車。
新北市區819副線路線由欣欣客運營運，起點為捷運景美站，實際終點為石碇區雙溪口，有兩班次延駛至石碇區公所。

## 簡介
民國96年深坑區公所（時為鄉公所）希望公車路線行駛文山路，以提供文山路里民便利往來臺北市，欣欣客運提出將252延長至深坑，並裁撤該路線臺北車站－捷運公館站的路線，後來因為臺北市政府交通局沒有核准此規劃，最後欣欣客運將252區間車(木柵－捷運公館站)的路線延長至深坑並縮短路線至捷運七張站，改號為819，由新北市政府交通局所管轄。

## 歷史
2007年8月24日路線通車，是深坑第一條往新店的公車路線，後於2010年10月1日調整文山路的路線。
因應捷運環狀線完工、深坑地區民眾有轉乘至新北市西區的需求，2017年7月交通局允諾評估延駛至捷運大坪林站，同年10月交通局完成延駛動線之會勘。11月20日起，路線正式延駛至捷運大坪林站，取消寶強路口之站位，新增寶中路口、中興路三段、捷運大坪林站(民權路)、大坪林等站位。
2020年1月，配合調度站遷移至文山路二段30巷，路線裁撤文山路三段與阿柔洋等雙邊站位。

## 副線
本線闢駛後，在深坑土庫、石碇隆盛與豐林等地區民眾希望有一條往返新店地區的公車路線，2015年1月石碇高中家長會向時任市議員陳儀君陳情，希望將本線延駛至石碇高中嘉惠師生、豐林里及土庫里等居民，讓民眾不至於需多次轉乘，最後以失敗收場。
2017年9月另有民眾再次向時任市議員陳永福陳情，研討本線延駛至深坑區土庫里，經過相關會議與規劃後達成將闢駛819副線來解決問題，規劃行駛區間為「捷運景美站－石碇高中」，提供平日五個班次服務，行經新店與景美等地區來回應民眾乘車需求，已於2018年7月23日通車營運。
2018年12月因應石碇區碇坪路的運輸需求，提供早上與下午各一班次延駛至石碇區公所。

## 路線轉乘優惠
2018年2月起搭乘本路線於深坑區臺新工廠站下車後可領取續乘券轉乘251、236區優惠一段票供市民前往臺北市公館；而搭乘251、236區在臺新工廠站下車後可領續乘券再免費轉乘本路線公車往文山路方向。
本線於2018年4月起納入新北市跨區幹線公車行列，配合臺北市第二階段幹線公車同步實施轉乘優惠。

## 行經重點站名

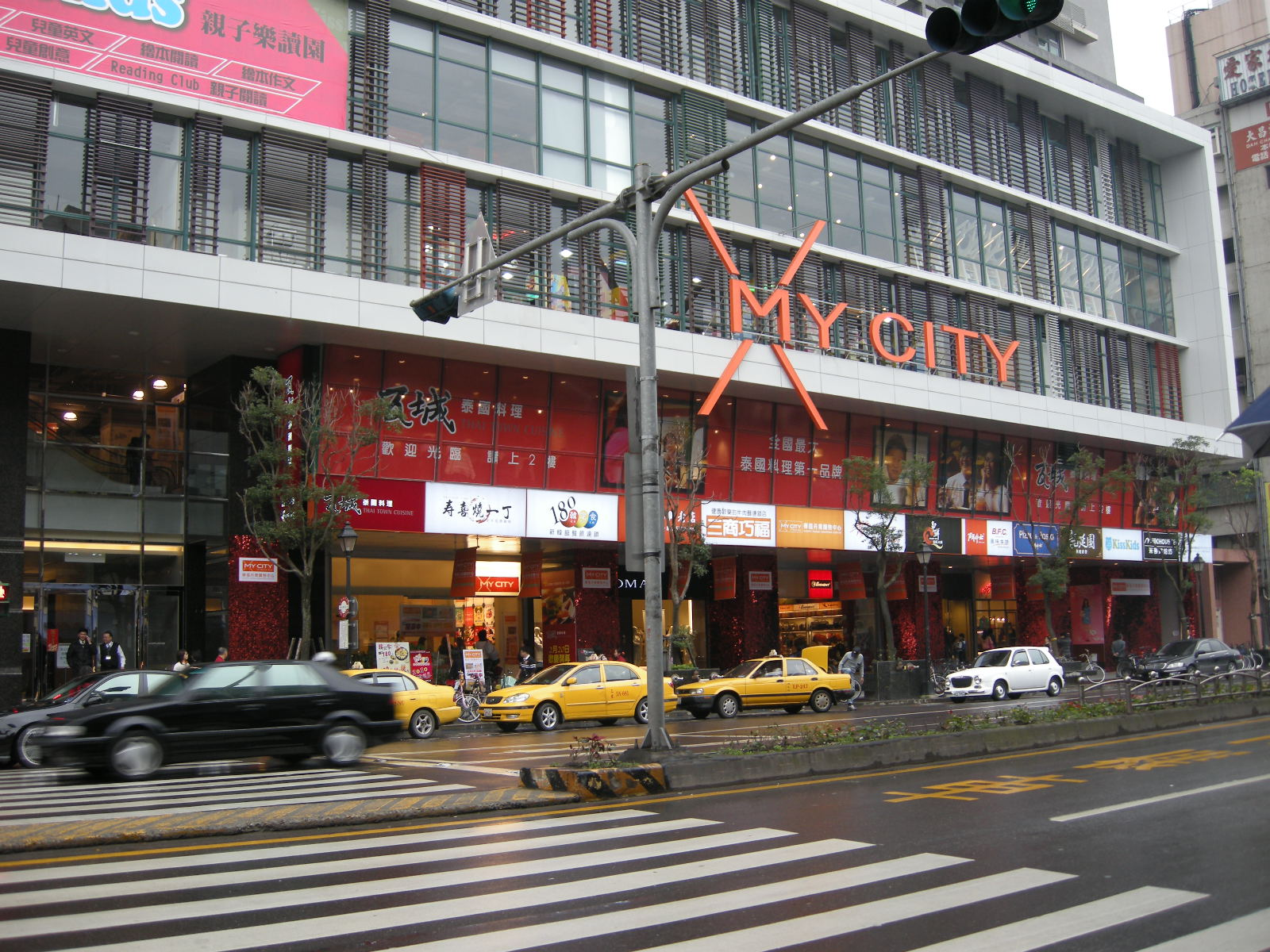
捷運七張站的站牌區

- 深坑老街
- 捷運木柵站
- 景美女中
- 捷運大坪林站
- 捷運七張站

## 路線
參見右側路線圖

## 外部連結
- 欣欣客運 （页面存档备份，存于）
- 大臺北公車819
- 大臺北公車819副
- 暢行台北公車客運資訊站的Facebook專頁